# 須磨北郵便局
須磨北郵便局（すまきたゆうびんきょく）は、兵庫県神戸市須磨区にある郵便局。民営化前の分類では集配普通郵便局であった。

## 概要
住所：〒654-0199 兵庫県神戸市須磨区西落合1-1-10

### 併設施設
- ゆうちょ銀行須磨店（大阪支店須磨出張所）：取扱店番号420060

## 沿革
- 1987年（昭和62年）3月9日 - 須磨北郵便局として、須磨区西落合一丁目に開局[1]。
- 1998年（平成10年）9月1日 - 外国通貨の両替および旅行小切手の売買に関する業務取扱を開始。
- 2007年（平成19年）10月1日 - 民営化に伴い、併設された郵便事業須磨北支店、ゆうちょ銀行須磨店に一部業務を移管。
- 2012年（平成24年）10月1日 - 日本郵便株式会社発足に伴い、郵便事業須磨北支店を須磨北郵便局に統合。

## 取扱内容

### 須磨北郵便局
- 郵便、印紙、ゆうパック、内容証明
- 生命保険、バイク自賠責保険、自動車保険、がん保険、引受条件緩和型医療保険
- 地方公共団体事務（兵庫県住宅再建共済基金利用申込取次事務）
- 「654-01xx」区域（神戸市須磨区内の一部地域）の集配業務
- ゆうゆう窓口

### ゆうちょ銀行須磨店
- 貯金、貸付、為替、振替、振込、国際送金、外貨両替、トラベラーズチェック、国債、投資信託、変額年金保険
- ATM

## 周辺
- 国立病院機構神戸医療センター
- 大丸須磨店
  - 神戸市立名谷図書館
- 須磨パティオ

## アクセス
- 神戸市営地下鉄西神・山手線 名谷駅から徒歩約6分
- 神戸市バス、山陽バス、神姫バス 名谷駅前停留所下車
- 阪神高速神戸山手線 白川南出入口、市道夢野白川線（旧西神戸有料道路 白川出入口）から南西へ約2.5 km
- 神戸淡路鳴門自動車道 布施畑IC、阪神高速北神戸線 布施畑西出入口から南東へ約4km
- 駐車場あり：18台